# Piasek (Silésie)
Pour les articles homonymes, voir Piasek.
Piasek est une localité polonaise de la gmina et du powiat de Pszczyna en voïvodie de Silésie.